# Diversey (métro de Chicago)
Diversey est une station aérienne du métro de Chicago sur le tronçon de la North Side Main Line et est desservie par la ligne brune et par la ligne mauve en heure de pointe. Composée de deux quais latéraux, elle se trouve dans le quartier de Lakeview dans le nord de la ville. La ligne rouge roule sur les deux voies centrales de la station mais ne s’y arrête pas. 

## Histoire
La station a ouvert ses portes en 1900 sur la Northwestern Elevated. Comme les autres stations de la ligne brune, Diversey a été l’objet ces derniers mois de nombreuses attentions : Les plateformes ont été allongées afin de pouvoir accueillir des rames de 8 wagons et la station a été dotée d’ascenseur afin de la rendre accessibles aux personnes à mobilité réduites. Ces travaux ont commencé le 25 juin 2007. 
Les plates-formes latérales de Diversey sont couvertes en leur centre par deux auvents en acier. La nouvelle entrée principale de la station se trouve sur le côté sud de Diversey Parkway, tandis que l’ancienne station originale de 1900 (qui a été restaurée) se trouve sur le côté opposé. Des sorties auxiliaires ont été installées au nord de Diversey Parkway en face de l'entrée principale afin de permettre une sortie plus rapide des passagers de la station et permettre une meilleure correspondance le bus. 
Dans le cadre de la rénovation de la ligne brune, la Chicago Transit Authority pose des œuvres d’art afin d’égayer les stations, pour la station c’est une œuvre du sculpteur international Dennis Oppenheim qui a été installée fin 2008 à côté de la sortie nord. La sculpture de plus de 3 mètres de haut en acier polycarbonate et les matériaux en acrylique forment une spirale serrée qui représente le voyage et l'expérience d’une personne à l'approche de sa destination. 
Le 7 août 2008, le président de la CTA Ron Huberman et les élus de l’État de l’Illinois John Fritchey et Sara Feigenholtz ont inauguré la nouvelle station.
Malgré les perturbations imposées par les travaux, 1 090 365 passagers ont utilisé la station en 2008.

## Les correspondances avec lesbus
Avec les bus de la Chicago Transit Authority :
- #76 Diversey

## Dessertes
| Nord/Ouest              |  |                                    |  | Sud/Est                               |
| ----------------------- |  | ---------------------------------- |  | ------------------------------------- |
| Wellington vers Kimball |  | ligne brune                        |  | Fullerton vers Kimball via Clark/Lake |
| Wellington vers Linden  |  | ligne mauve (heures de pointe) (d) |  | Fullerton vers Linden via Clark/Lake  |
| modifier sur Wikidata   |  |                                    |  |                                       |